# Không gian Euclid

Mọi điểm trong không gian Euclid ba chiều biểu hiện trong hệ quy chiếu Descartes

Khoảng 300 năm TCN, nhà toán học Hy Lạp cổ đại Euclid đã tiến hành nghiên cứu các quan hệ về khoảng cách và góc, trước hết trong mặt phẳng và sau đó là trong không gian. Một trong các ví dụ về các quan hệ hai loại này là: tổng các góc trong một tam giác là 180 độ. Ngày nay các quan hệ này được biết dưới tên gọi là hình học Euclid hai hoặc ba chiều.
Trong ngôn ngữ của toán học hiện đại, khoảng cách và góc đã được tổng quát cho các không gian 4 chiều, 5 chiều và nhiều chiều hơn. Một không gian n-chiều với các khái niệm về khoảng cách và góc thỏa mãn các quan hệ Euclid được gọi là không gian Euclid n chiều.
Một tính chất quan trọng của không gian Euclide là "tính phẳng". Trong hình học còn có các không gian khác được gọi là không gian phi Euclid. Chẳng hạn, mặt cầu là không gian phi Euclid; một tam giác trên mặt cầu có tổng các góc trong là lớn hơn 180 độ. Trên thực tế, chỉ có một không gian Euclid ứng với một số chiều, trong khi có thể có nhiều không gian phi Euclid có cùng số chiều. Thông thường các không gian này được xây dựng bằng cách là biến dạng không gian Euclid.

## Hình tượng trực giác
Một mặt ta hình dung mặt phẳng Euclide là một tập hợp các điểm quan hệ với nhau một cách vững chắc thông qua các biểu thức giữa các khoảng cách và các góc. Cơ bản có hai phép biến đổi quan trọng trên mặt phẳng. Một là phép tịnh tiến, nghĩa là phép di chuyển các điểm của mặt phẳng theo cùng một hướng và một khoảng cách như nhau. Phép biến đổi kia là phép quay quanh một điểm cố định trên mặt phẳng, trong đó mọi điểm trên mặt phẳng quay theo một điểm cố định các góc như nhau. Một trong các tư tưởng chính của hình học Euclide là hai hình (nghĩa là các tập con) của mặt phẳng được xem là bằng nhau nếu có thể di chuyển hình này vào trong hình kia nhờ một số phép tịnh tiến, phép quay và ngược lại. (Xem Nhóm Euclide.)
Mặt khác, cần tiến hành các khảo sát tỷ mỉ về toán học, định nghĩa rõ ràng các khái niệm khoảng cách, góc, phép tịnh tiến, phép quay. Con đường chuẩn tắc để làm việc này là phương pháp tiên đề, đó là định nghĩa mặt phẳng Euclide như một không gian vectơ thực hai chiều với tích vô hướng. Khi đó:
- các vectơ trong không gian vectơ tương ứng với các điểm của mặt phẳng Euclide,
- phép cộng trong không gian vectơ tương ứng với phép tịnh tiến, còn
- tích vô hướng dẫn xuất tới các khái niệm về khoảng cách và góc, chúng lại được dùng để định nghĩa phép quay.

Xây dựng mặt phẳng Euclide theo cách này có thể dễ dàng mở rộng cho không gian với số chiều tùy ý. Phần lớn các thuật ngữ, công thức và tính toán sẽ không gặp khó khăn gì với số chiều nhiều hơn. (Tuy nhiên, có thể gặp khó khăn đôi chút đối với phép quay trong không gian với số chiều nhiều hơn.)

## Không gian các tọa độ thực
Giả sử R là ký hiệu của trường các số thực. Với mỗi số nguyên không âm n, không gian của các bộ n số thực tạo thành một không gian vectơ n chiều trên R, ký hiệu là Rn và thường được gọi là không gian các tọa độ thực. Một phần tử của Rn được viết là
{\displaystyle \mathbf {x} =(x_{1},x_{2},\ldots ,x_{n}),}
trong đó mỗi xi là một số thực. Các phép toán của không gian vectơ trên Rn được định nghĩa bởi
{\displaystyle \mathbf {x} +\mathbf {y} =(x_{1}+y_{1},x_{2}+y_{2},\ldots ,x_{n}+y_{n}),}
{\displaystyle a\,\mathbf {x} =(ax_{1},ax_{2},\ldots ,ax_{n}).}
Không gian vectơ Rn có một cơ sở chính tắc:
{\displaystyle \mathbf {e} _{1}=(1,0,\ldots ,0),}
{\displaystyle \mathbf {e} _{2}=(0,1,\ldots ,0),}
{\displaystyle \vdots }
{\displaystyle \mathbf {e} _{n}=(0,0,\ldots ,1).}
Một vectơ trong Rn có thể được viết dưới dạng
{\displaystyle \mathbf {x} =\sum _{i=1}^{n}x_{i}\mathbf {e} _{i}.}
Rn là một ví dụ điển hình của không gian vectơ thực n-chiều; mọi không giạn vectơ thực n-chiều V là đẳng cấu với Rn.

## Cấu trúc Euclide
Không gian Euclide cần nhiều thứ hơn không gian với tọa độ thực. Để áp dụng hình học Euclide cần có khái niệm khoảng cách giữa hai điểm và góc giữa hai đường hoặc hai vectơ. Một cách tự nhiên ta sử dụng tích vô hướng chính tắc (còn được gọi là tích chấm trên Rn. Tích vô hướng của hai vectơ x và y được định nghĩa bởi
{\displaystyle \mathbf {x} \cdot \mathbf {y} =\sum _{i=1}^{n}x_{i}y_{i}=x_{1}y_{1}+x_{2}y_{2}+\cdots +x_{n}y_{n}.}
Kết quả là một số thực. Thêm nữa, tích vô hướng của x với chính nó luôn luôn không âm. Tích này dẫn tới định nghĩa "độ dài" của vectơ x như sau
{\displaystyle \|\mathbf {x} \|={\sqrt {\mathbf {x} \cdot \mathbf {x} }}={\sqrt {\sum _{i=1}^{n}(x_{i})^{2}}}.}
Hàm độ dài này thỏa mãn tính chất của chuẩn và được gọi là chuẩn Euclide trên Rn.
Góc (không có hướng) θ (0° ≤ θ ≤ 180°) giữa x và y được cho bởi
{\displaystyle \theta =\cos ^{-1}\left({\frac {\mathbf {x} \cdot \mathbf {y} }{\|\mathbf {x} \|\|\mathbf {y} \|}}\right)}
trong đó cos−1 là hàm lượng giác ngược arccos.
Cuối cùng, có thể dùng chuẩn để định nghĩa một metric (hay hàm khoảng cách) trên Rn bằng
{\displaystyle d(\mathbf {x} ,\mathbf {y} )=\|\mathbf {x} -\mathbf {y} \|={\sqrt {\sum _{i=1}^{n}(x_{i}-y_{i})^{2}}}.}
Khoảng cách này được gọi là khoảng cách Euclide. Nó là hình ảnh của định lý Pytago.
Không gian các tọa độ thực cùng với cấu trúc Euclide được gọi là không gian Euclidean và thường được ký hiệu là En. (Nhiều tác giả dùng Rn cho cả không gian Euclide). Cấu trúc Euclide làm cho En trở thành một không gian với tích vô hướng (hơn nữa là một không gian Hilbert), một không gian vectơ định chuẩn, và một không gian metric.
Phép quay của không gian Euclidean được định nghĩa như phép biến đổi tuyến tính T bảo toàn góc và độ dài:
{\displaystyle T\mathbf {x} \cdot T\mathbf {y} =\mathbf {x} \cdot \mathbf {y} ,}
{\displaystyle |T\mathbf {x} |=|\mathbf {x} |.}
Theo ngôn ngữ ma trận, phép quay là một ma trận trực giao.

## Topo của không gian Euclide
Vì không gian Euclide là một không gian metric nó cũng là một không gian tôpô với tôpô tự nhiên sinh bởi metric. Tôpô trên En được gọi là tô pô Euclide. Một tập là tập mở trong tôpô Euclide nếu và chỉ nếu nó chứa một hình cầu mở bao quanh mỗi điểm của nó. Tôpô Euclide tương đương với một tô pô tích trên Rn như là tích của n bản sao của đường thẳng thực R (với tôpô chính tắc).